# 모비우스 (마블 코믹스)
모비우스(영어: Morbius)는 마블 코믹스의 슈퍼빌런 캐릭터로, 살아있는 뱀파이어(the Living Vampire)라는 이명으로 통한다. 원래는 화학자 마이클 모비우스(Michael Morbius) 박사였으나, 희귀병을 치료하기 위해 흡혈박쥐의 세포를 이식했다가 신체가 뱀파이어처럼 변해버린 자이다. 주로 스파이더맨의 악당으로 등장한다. 1971년 10월 《어메이징 스파이더맨》 101호에 처음 등장했고, 로이 토머스와 길 케인이 공동 창작하였다.

## 담당 성우

### TV 애니메이션
- 스파이더맨(1994) - 닉 제임슨
- 얼티밋 스파이더맨(2012) - 벤저민 디스킨

### 비디오 게임
- 스파이더맨 3(2007) - 숀 도넬런